# Distillazione globale
La distillazione globale o effetto cavalletta è un processo geochimico mediante il quale alcune sostanze chimiche, in particolare gli inquinanti organici persistenti (POP), vengono trasportate dalle regioni più calde a quelle più fredde della Terra, in particolare ai poli e sulle cime delle montagne. La distillazione globale spiega perché concentrazioni relativamente elevate di POP sono state trovate nell’ambiente artico e nei corpi degli animali e delle persone che ci vivono, anche se la maggior parte delle sostanze chimiche non sono state utilizzate in quantità apprezzabili in quelle regioni.

## Meccanismo
Il processo di distillazione globale può essere spiegato con gli stessi principi che spiegano le distillazioni utilizzate per produrre liquori o per purificare sostanze chimiche in laboratorio. In questi processi, una sostanza viene vaporizzata ad una temperatura relativamente elevata, quindi il vapore si sposta verso un'area a temperatura più bassa, dove si condensa. Un fenomeno simile si può verificare su scala globale per alcune sostanze chimiche. Quando queste sostanze chimiche vengono rilasciate nell'ambiente, alcune evaporano quando la temperatura ambiente è calda, vengono trasportate dai venti finché la temperatura non diventa più fresca e quindi si verifica la condensa . Diminuzioni della temperatura abbastanza grandi da provocare deposizioni possono verificarsi quando le sostanze chimiche vengono trasportate da climi più caldi a climi più freddi o quando le stagioni cambiano. L'effetto che si ottiene è il trasporto atmosferico da basse ad alte latitudine e altitudine . Poiché la distillazione globale è un processo relativamente lento che si basa su successivi cicli di evaporazione/condensazione, è efficace solo per sostanze chimiche semivolatili che si decompongono molto lentamente nell’ambiente, come DDT, policlorobifenili e lindano.

## Effetto della distillazione globale
Numerosi studi hanno misurato l’effetto della distillazione globale, solitamente correlando le concentrazioni di una determinata sostanza chimica nell’aria, nell’acqua o nei campioni biologici provenienti da diverse parti del mondo con la latitudine da cui questi campioni sono stati raccolti. Ad esempio, è stato dimostrato che i livelli di PCB, esaclorobenzene e lindano misurati nell’acqua, nei licheni e nella corteccia degli alberi sono maggiori alle latitudini più elevate.
L'effetto viene utilizzato anche per spiegare perché alcuni pesticidi si trovano nei campioni dell'Artico e ad alte quote anche se non vi è alcuna attività agricola in queste aree, e perché le popolazioni indigene dell'Artico hanno alcuni dei carichi corporei di alcuni POP tra i più elevati mai osservati. Studi recenti concludono che, per la maggior parte degli inquinanti, una degradazione più lenta a temperature più fredde è un fattore importante da tenere in considerazione per il loro accumulo nelle regioni fredde, rispetto alla distillazione globale. Le eccezioni includono sostanze altamente volatili e persistenti come i clorofluorocarburi .